# Mishka Ziganoff
Mishka Ziganoff (Odessa, 15 gennaio 1889 – New York City, febbraio 1967) è stato un musicista ucraino naturalizzato statunitense.

## Biografia
Misha Demitro Tsiganoff meglio conosciuto come Mishka Ziganoff (talvolta scritto anche come Tziganoff), figlio di Yanchie Demitro Tsiganoff e della Vorgja Nickolama, è stato un musicista zigano originario di Odessa, una città dell'Ucraina e che emigrò in America durante la prima guerra mondiale stabilendosi a New York dove aprì un ristorante e vivendo a Brooklyn e Manhattan.
Virtuoso fisarmonicista, Mishka Ziganoff era molto conosciuto nella cerchia dei musicisti klezmer, avendo registrato molti pezzi di musica per accordion solo. Conosceva bene lo yiddish nonostante fosse cristiano, si esibì con alcuni dei grandi cantanti klezmer e yiddish negli anni '20 e '30 tra cui Molly Picon, David Medoff, Moishe Oysher e Dave Tarras. Il suo stile tecnico era molto fantasioso e pieno di ornamenti ed enfasi drammatica. 
Nel 1919 incise un disco che conteneva la canzone "Koilen", la cui melodia, come riporta lo studioso Fausto Giovannardi, sarebbe molto simile a quella del celebre canto partigiano italiano "Bella Ciao" (e forse l'avrebbe ispirata); tale congettura è stata però criticata da altri esperti.
Secondo lo studioso Rod Hamilton, della The British Library di Londra, "Kolien" sarebbe una versione di "Dus Zekele Koilen" (Due sacchetti di carbone), di cui esistono varie versioni risalenti agli anni '20.
È morto a New York nel febbraio del 1967 e fu sepolto al Rosedale Cemetery di Linden.
Di Ziganoff si parla nel film Angelo, amore mio del 1983, scritto e diretto da Robert Duvall. Il film, che narra la vita affascinante e misteriosa degli zingari di New York, vede come attori tutti Rom di New York, e nei ruoli interpretano loro stessi. La trama del film tratta la disputa di un anello tra due famiglie: gli Evan e gli Tsiganoff: Steve presentato come "Patalay, il figlio di Mishka" e la sorella del musicista, Millie Tsiganoff. Durante il fluire del film si vede la tomba di Mishka mentre Patalay gli fa visita e gli parla e, durante lo scorrere dei crediti finali, Millie parla ad una foto che ritrae il musicista con la sua fisarmonica appesa al muro di casa. Tra i crediti si legge la scritta: "In Appreciation to the Tsiganoff Family".